# Vindicius
 (octobre 2012).
Vindicius est, selon la tradition rapportée par les historiens romains, l'esclave ou le prisonnier de guerre qui déjoua en 509 av. J.-C. la conjuration tendant à rétablir les Tarquins.
Alors que les jeunes nobles, parmi lesquels se trouvent Titus et Tibérius, les fils de Lucius Junius Brutus, fomentent une conjuration avec les envoyés de Tarquin le Superbe, Vindicius surprend leur conversation et agit avec adresse pour qu’une pièce à conviction puisse être saisie et confonde irrémédiablement les coupables.

## Révélation de la conspiration
Selon les auteurs anciens, le rôle de Vindicius dans la révélation de la conspiration, s’il est toujours décisif, n’est cependant pas toujours présenté de la même façon dans les détails.
Tout d’abord, le lieu de réunion des conjurés est, d’après Tite-Live, la maison des Vitellius mais, d’après Denys d'Halicarnasse et Plutarque, la maison des Aquilius.
Ensuite, si Tite-Live et Denys d’Halicarnasse disent que Vindicius avait déjà conçu des soupçons à l’égard des conjurés, Plutarque affirme que la présence de Vindicius dans la pièce où 
se tient la réunion est fortuite.
Enfin, un dernier désaccord existe à propos de l’identité de la personne à laquelle Vindicius va confier son observation. D’après Tite-Live, c’est aux consuls du moment, M. Junius Brutus et Publius Valerius Publicola. D’après Denys d’Halicarnasse et Plutarque, la révélation est faite à Publius Valerius Poplicola seul, simple privé, non encore consul.

## Prisonnier de guerre?
Toutes les sources antiques parlent de Vindicius comme d’un esclave. Seul Denys d’Halicarnasse précise qu’il s’agissait d’un prisonnier de guerre, venant de Caenina, cité du Latium.

## Vitellien ou Aquilien?
Pour les uns, dont Tite-Live, Vindicius était l’esclave des frères Vitellius ; pour les autres, Denys d’Halicarnasse et Plutarque, il était l’esclave des frères Aquilius. 

## Premier cas d'affranchissement par la baguette?
D'après Tite-Live, Vindicius aurait été le premier esclave affranchi par la baguette : « Ce fut, dit-on, le premier cas d’affranchissement par la baguette ; on prétend même que la baguette doit son nom à cet esclave qui s’appelait Vindicius. Depuis lors, il est de règle que ce mode d’affranchissement entraîne le droit de cité ».